# Spring Lake (Alberta)
Spring Lake es un pueblo canadiense situado en la provincia de Alberta.

## Superficie
Spring Lake tiene una superficie de 2,28 km².

## Demografía
En 2021, tenía 711 habitantes, una densidad poblacional de 312,3 hab./km², y 308 viviendas.